# Hostovice
Hostovice är en ort i Tjeckien.   Den ligger i regionen Pardubice, i den centrala delen av landet, 100 km öster om huvudstaden Prag. Hostovice ligger 239 meter över havet och antalet invånare är 236.
Terrängen runt Hostovice är platt, och sluttar norrut.Runt Hostovice är det ganska tätbefolkat, med 104 invånare per kvadratkilometer. Närmaste större samhälle är Pardubice, 7,8 km nordväst om Hostovice. Trakten runt Hostovice består till största delen av jordbruksmark.